# FC Red-Black-Egalité 07 Pfaffenthal-Weimerskirch
Der FC Red-Black-Egalité 07 Pfaffenthal-Weimerskirch ist ein luxemburgischer Fußballverein aus den Luxemburger Stadtteilen  Pfaffenthal und Weimerskirch.
Der Verein trägt seine Heimspiele im Pfaffenthaler Stade Gaston Diederich sowie im Stade Michael Wagner, der Heimspielstätte des Vorgängervereins Egalité Weimerskirch, aus. Der Vorgängerverein Red Black Pfaffenthal gehörte zeitweilig der höchsten luxemburgischen Spielklasse, der Nationaldivision an.

## Geschichte
Der FC Red-Black-Egalité 07 Pfaffenthal-Weimerskirch wurde 2007 durch die Fusion von Red Black Pfaffenthal und dem Egalité Weimerskirch gegründet.
Am 14. Mai 2025 wurde bekanntgegeben, dass der FC Red Black mit der AS Lëtzebuerg-Fëschmaart zur "AS Red Black Luxemburg" fusionieren wird.

## Vorgängervereine

### Red Black Pfaffenthal
Red Black Pfaffenthal wurde 1909 als FC Pfaffenthal 1909 gegründet. 1911 wurde der Verein aufgelöst und am 1. Dezember 1919 als FC Red Black Pfaffenthal wiedergegründet. Die Vereinsfarben waren rot und schwarz.
Während der deutschen Besetzung Luxemburgs im Zweiten Weltkrieg wurde er 1940 in FK Rot-Schwarz Pfaffenthal umbenannt. 1944 erfolgte die Rückbenennung in den englischen Gründungsnamen.
Zwischen 1923 und 1937 spielte Red Black mit kurzen Unterbrechungen in der Nationaldivision. Nach dem Krieg gelang Pfaffenthal in den Spielzeiten 1947/48 und 1976/77 für ein Jahr die Rückkehr in die oberste Spielklasse.
Am Ende der letzten Saison als eigenständiger Verein 2006/07 belegte Red Black Pfaffenthal den 6. Platz in der viertklassigen 2. Division.

### Egalité Weimerskirch
Der FC Egalité Weimerskirch wurde 1926 gegründet. Während der deutschen Besetzung Luxemburgs im Zweiten Weltkrieg wurde er 1940 in FK Weimerskirch umbenannt. 1944 erfolgte die Rückbenennung in den Gründungsnamen.  Weimerskirch kam nie über die zweithöchste Spielklasse hinaus. 
Am Ende der letzten Saison als eigenständiger Verein 2006/07 belegte Egalité Weimerskirch den 13. Platz in der viertklassigen 2. Division.